# 4728 Lyapidevskij
A 4728 Lyapidevskij (ideiglenes jelöléssel 1979 VG) a Naprendszer kisbolygóövében található aszteroida. Nyikolaj Sztyepanovics Csernih fedezte fel 1979. november 11-én.